# Juan Julio Baena Álvarez
Juan Julio Baena Álvarez (Alcázar de San Juan, 1925 -) és un director de fotografia espanyol.

## Biografia
Va ser alumne de càmera en la primera promoció de l'Institut de Recerques i Experiències Cinematogràfiques (IIEC) el curs 1947-1948. L'any 1956-57 el van designar com a professor auxiliar de l'assignatura Tècnica de la il·luminació, que s'impartia en el curs tercer de l'especialitat de Camara a l'IIEC. Des de novembre de 1957 fins a novembre de 1964 va ser professor titular d'aquesta matèria a l'Escola Oficial de Cinema. El 1964 va guanyar un concurs convocat per a la provisió de places de professors titulats, càrrec que va mantenir fins a 1972. En el curs 1968-69 també va impartir l'assignatura de teoria del cinema. El 1969 el van nomenar director de l'Escola Oficial de Cinema, càrrec que va ocupar fins al tancament de l'escola el 1975, i el 1971 fou nomenat membre del Consell Superior de Cinematografia. Després fou professor a la Facultat de Ciències de la Informació de la Universitat Complutense de Madrid i assessor tècnic en qüestions cinematogràfiques a RTVE, on va dirigir els programes Hablamos, Los espectáculos i Buenas Noches. L'octubre de 1979 fou nomenat subdirector de programes aliens de RTVE.
Va començar en filmografia el 1959 amb Los golfos de Carlos Saura i el 1960 a El cochecito de Marco Ferreri.
Va obtenir la medalla del CEC a la millor fotografia el 1963 per Cerca de las estrellas, el 1964 per La tía Tula i el 1965 per Con viento solano. També fou director de fotografia a Llanto por un bandido (1964), a les pel·lícules de Raphael Al ponerse el sol (1967) i Digan lo que digan (1968) i a la sèrie de televisió Cuentos y Leyendas.

## Premis
Medalles del Cercle d'Escriptors Cinematogràfics
| Any  | Categoria         | Pel·lícula             | Resultat  |
| ---- | ----------------- | ---------------------- | --------- |
| 1963 | Millor fotografia | Cerca de las estrellas | Guanyador |
| 1964 | Millor fotografia | La tía Tula            | Guanyador |
| 1965 | Millor fotografia | Con el viento solano   | Guanyador |